# Comuna Slivno, Dubrovnik-Neretva
Slivno este o comună în cantonul Dubrovnik-Neretva, Croația, având o populație de 1.999 de locuitori (2011).

## Demografie
Componența etnică a comunei Slivno
     Croați (93,7%)
     Sârbi (4,65%)
     Necunoscut (0,6%)
     Neclasificat (0,95%)
Componența confesională a comunei Slivno
     Catolici (88,59%)
     Ortodocși (5%)
     Fără religie și atei (3,2%)
     Necunoscută (1,85%)
     Alte religii (1,35%)
Conform recensământului din 2011, comuna Slivno avea 1.999 de locuitori. Din punct de vedere etnic, majoritatea locuitorilor (93,7%) erau croați, cu o minoritate de sârbi (4,65%). Apartenența etnică nu este cunoscută în cazul a 0,6% din locuitori. Din punct de vedere confesional, majoritatea locuitorilor (88,59%) erau catolici, existând și minorități de ortodocși (5,0%) și persoane fără religie și atei (3,2%). Pentru 1,85% din locuitori nu este cunoscută apartenența confesională.